# Kepler-46
Kepler-46, trước đây được chỉ định là KOI-872, là một ngôi sao nằm trong chòm sao Thiên Cầm. Được quan sát từ năm 2009 bởi đài quan sát không gian Kepler, nó đã được phát hiện sở hữu một hệ hành tinh bao gồm ít nhất hai hành tinh và trong khi nó có khối lượng tương tự Khối lượng Mặt Trời (90%) thì nó già hơn đáng kể khoảng 10 tỷ năm.

## Hệ hành tinh
| Thiên thể đồng hành (thứ tự từ ngôi sao ra) | Khối lượng         | Bán trục lớn (AU) | Chu kỳ quỹ đạo (ngày) | Độ lệch tâm        | Độ nghiêng     | Bán kính              |
| ------------------------------------------- | ------------------ | ----------------- | --------------------- | ------------------ | -------------- | --------------------- |
| b                                           | 0885+0374 −0343 MJ | 01971±00001       | 33648+0004 −0005      | 00321+00069 −00078 | 8904±014°      | 0810+0035 −036 RJ     |
| c                                           | 0362±0016 MJ       | 02811±00003       | 57325+0116 −0098      | 00354+00057 −00059 | 8866+026 −027° | —                     |
| d                                           | —                  | 00679±00035       | 676671+000013 −000012 | 0(assumed)         | 8855+049 −069° | 01510+00094 −00098 RJ |